# 藪田貫
藪田 貫（やぶた ゆたか、1948年 - ）は、日本の歴史学者。関西大学名誉教授。専門は日本近世史。

## 略歴
大阪府松原市生まれ。
1971年大阪大学文学部史学科卒業、1974年同大学院文学研究科博士課程中退、同文学部助手。1979年橘女子大学助教授。1990年関西大学文学部教授。2014年兵庫県立歴史博物館館長、2015年関西大学名誉教授。
1993年「国訴と百姓一揆の研究」で阪大博士（文学）。

## 著作
- 『国訴と百姓一揆の研究』（校倉書房） 1992年
- 『女性史としての近世』（校倉書房） 1996年
- 『男と女の近世史』（青木書店、日本の歴史） 1998年
- 『女のいない世の中なんて - 江戸再考』（フォーラム・A） 2003年
- 『日本近世史の可能性』（校倉書房） 2005年
- 『近世大坂地域の史的研究』（清文堂出版） 2005年、新版 2016年
- 『武士の町 大坂 - 「天下の台所」の侍たち』（中公新書） 2010年、のち講談社学術文庫 2020年
- 『大阪遺産』（清文堂出版） 2020年
- 『大塩平八郎の乱 幕府を震撼させた武装蜂起の真相』（中公新書） 2022年

### 編著
- 『寛政十二年遠州漂着唐船万勝号資料』（関西大学出版部、江戸時代漂着唐船資料集6） 1997年
- 『天保上知令騒動記』（清文堂出版） 1998年
- 『社会と秩序』（青木書店） 2000年
- 『近世の畿内と西国』（清文堂出版） 2002

### 共編著
- 『女性史を学ぶ人のために』（石月静恵共編、世界思想社） 1999年
- 『近世社会』（深谷克己共編、東京堂出版、展望日本歴史15） 2004年
- 『地域史の視点』（奥村弘共編、吉川弘文館、近世地域史フォーラム2） 2006年
- 『大坂代官竹垣直道日記』1 - 4 （編、松本望, 内海寧子, 松永友和校訂、関西大学なにわ・大阪文化遺産学研究センター） 2007 - 2010
- 『都市の身分願望』（宇佐美英機共編、吉川弘文館、〈江戸〉の人と身分1） 2010
- 『身分の中の女性』（柳谷慶子共編、吉川弘文館、〈江戸〉の人と身分4） 2010
- 『大坂西町奉行新見正路日記』（編著、清文堂出版） 2010
- 『長崎聖堂祭酒日記』（若木太一共編著、関西大学東西学術研究所） 2010
- 『天草諸島の文化交渉学研究』（荒武賢一朗, 野間晴雄共編、関西大学文化交渉学教育研究拠点、周縁の文化考証学シリーズ） 2011
- 『EUと日本学 「あかねさす」国際交流』（浜本隆志共編著、芝井敬司, 山本登朗, 関屋俊彦, 蜷川順子, マーク・メリ, 森貴史著、関西大学出版部） 2012

### 雑誌、論文
- 藪田貫